# Dersingham
Dersingham – wieś w Anglii, w hrabstwie Norfolk, w dystrykcie King’s Lynn and West Norfolk. Leży 59 km na północny zachód od Norwich i 155 km na północ od Londynu.
Miejscowość liczy 4502 mieszkańców.